# 7442 Inouehideo
7442 Inouehideo è un asteroide della fascia principale. Scoperto nel 1995, presenta un'orbita caratterizzata da un semiasse maggiore pari a 3,1596486 UA e da un'eccentricità di 0,1416299, inclinata di 0,77517° rispetto all'eclittica.